# Kei Ling Ha Hoi
Kei Ling Ha Hoi (kinesiska: 企嶺下海, 企岭下海) är en vik i Hongkong (Kina). Den ligger i den nordöstra delen av Hongkong.